# Salutalo da parte mia
Salutalo da parte mia è un singolo del cantante italiano Einar, pubblicato il 19 giugno 2018, come secondo estratto dal primo EP Einar. Il brano è stato scritto è composto da Daniele Magro (cantautore)

## Tracce
1. Salutalo da parte mia – 4:16